# Kanton Saint-Georges-du-Vièvre
Der Kanton Saint-Georges-du-Vièvre war bis 2015 ein französischer Wahlkreis im Arrondissement Bernay, im Département Eure und in der Region Haute-Normandie; sein Hauptort war Saint-Georges-du-Vièvre. Vertreter im Generalrat des Départements war zuletzt von 2001 bis 2015 Alain Huard.
Der 14 Gemeinden umfassende Kanton war 103,75 km² groß und hatte 5061 Einwohner (Stand: 2012).

## Gemeinden
| Gemeinde                   | Einwohner | Code postal | Code Insee |
| -------------------------- | --------- | ----------- | ---------- |
| Épreville-en-Lieuvin       | 169       | 27560       | 27222      |
| Lieurey                    | 1186      | 27560       | 27367      |
| Noards                     | 65        | 27560       | 27434      |
| La Noë-Poulain             | 153       | 27560       | 27435      |
| La Poterie-Mathieu         | 132       | 27560       | 27475      |
| Saint-Benoît-des-Ombres    | 105       | 27450       | 27520      |
| Saint-Christophe-sur-Condé | 297       | 27450       | 27522      |
| Saint-Étienne-l’Allier     | 385       | 27450       | 27538      |
| Saint-Georges-du-Mesnil    | 90        | 27560       | 27541      |
| Saint-Georges-du-Vièvre    | 640       | 27450       | 27542      |
| Saint-Grégoire-du-Vièvre   | 323       | 27450       | 27550      |
| Saint-Jean-de-la-Léqueraye | 46        | 27560       | 27551      |
| Saint-Martin-Saint-Firmin  | 196       | 27450       | 27571      |
| Saint-Pierre-des-Ifs       | 197       | 27450       | 27594      |

## Bevölkerungsentwicklung
| 1962 | 1968 | 1975 | 1982 | 1990 | 1999 |
| ---- | ---- | ---- | ---- | ---- | ---- |
| 3655 | 3997 | 3822 | 3819 | 3861 | 3984 |